# اموانزا موکومبو
اموانزا موکومبو (انگلیسی: Mwanza Mukombo; ۱۷ دسامبر ۱۹۴۵ – ۱۳ اکتبر ۲۰۰۱) بازیکن فوتبال اهل جمهوری دموکراتیک کنگو بود.
از باشگاه‌هایی که در آن بازی کرده‌است می‌توان به باشگاه فوتبال تی‌پی مازمبه اشاره کرد.
وی همچنین در تیم ملی فوتبال زئیر بازی کرده‌است.